# Sivatherium
Sivatherium ("Con thú của Shiva") là một chi thú đã tuyệt chủng của họ Hươu cao cổ mà trước đây chúng đã từng sinh sống khắp châu Phi đến Tiểu lục địa Ấn Độ. Trong đó, Sivatherium giganteum là loài lớn nhất được biết đến, và cũng có thể là động vật nhai lại lớn nhất của mọi thời đại.

## Hình ảnh

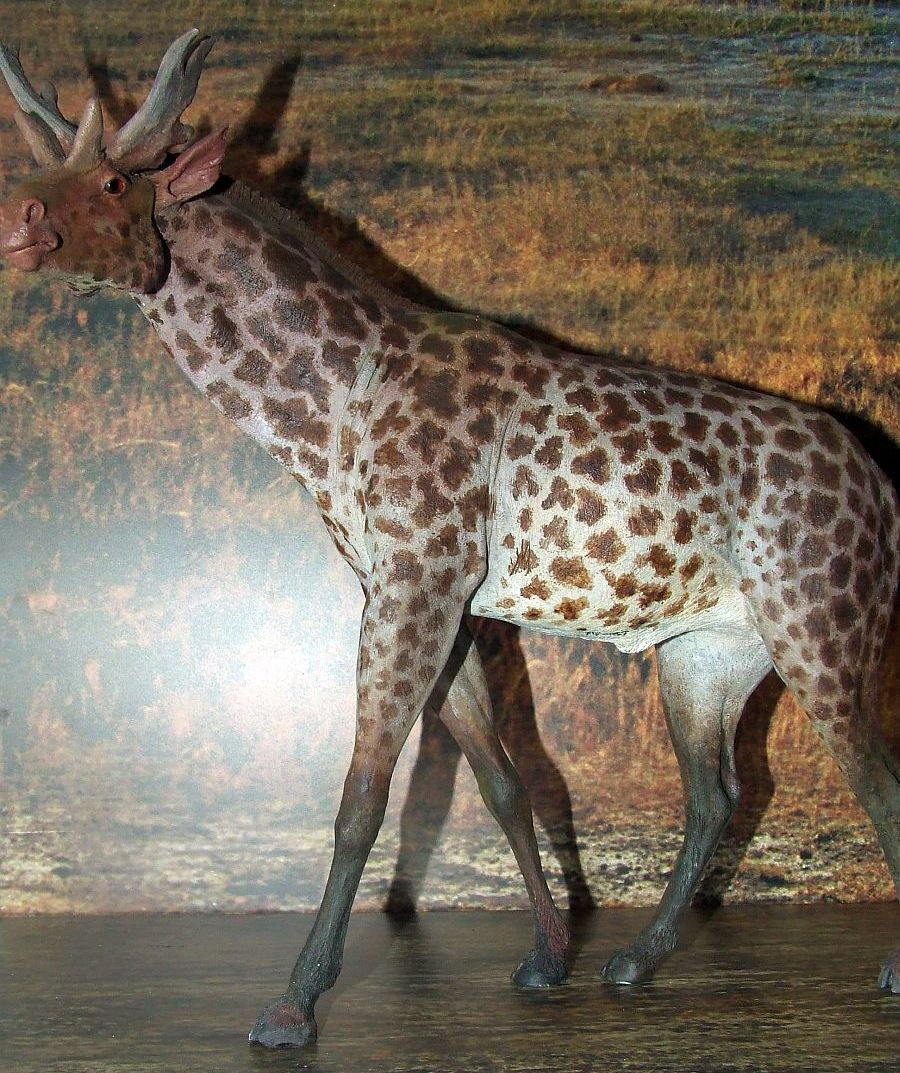
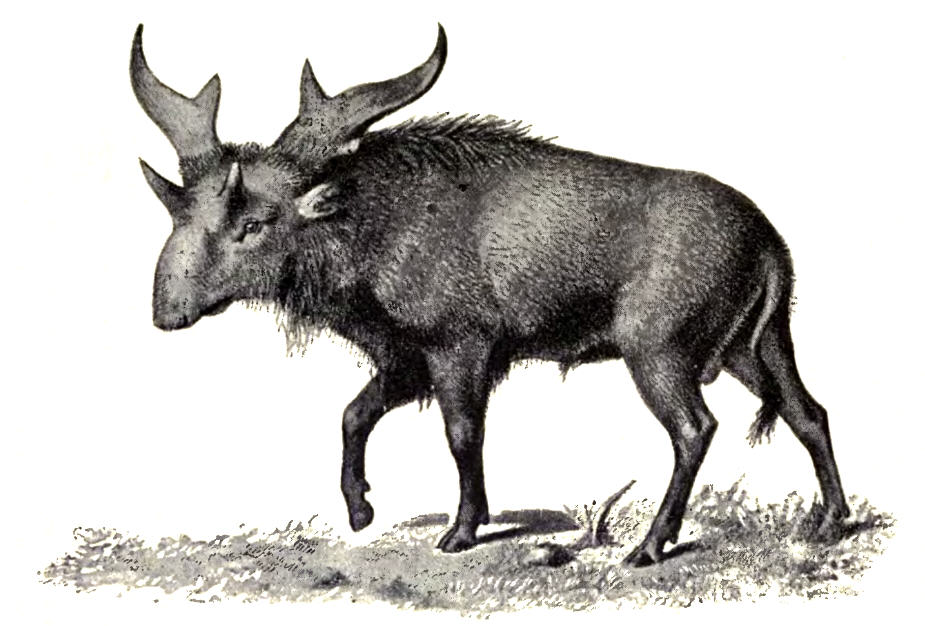